# Felix Holt
Felix Holt è un cortometraggio muto del 1915. Il nome del regista non viene riportato nei credit del film che, prodotto dalla Biograph, aveva tra i suoi interpreti Charles H. Mailes, G. Raymond Nye, Jack Drumier, Vola Vale. ll soggetto si basa su Felix Holt, the Radical, romanzo del 1865 di George Eliot.

## Produzione
Il film fu prodotto dalla Biograph Company.

## Distribuzione
Distribuito dalla General Film Company, il film - un cortometraggio in due bobine - uscì nelle sale cinematografiche statunitensi il 18 maggio 1915. Non si conoscono copie ancora esistenti della pellicola che viene considerata presumibilmente perduta.